# Зеленаши
Зеленаши су били припадници политичког покрета који се по завршетку Првог светског рата (1918) залагао за очување државности Краљевине Црне Горе и за српску конфедерацију. Прваци зеленашког покрета, који су се у етничком смислу сматрали Србима и користили српску тробојку као свој симбол, у начелу се нису противили идеји о ширем народном и државном уједињењу, али се нису слагали са начином на који је оно извршено у јесен 1918. године. Заступали су идеју о условном (конфедералном) уједињењу и били су спремни да се сагласе са учешћем Црне Горе у стварању шире државне заједнице, у којој би Црна Гора задржала основне елементе државности, сопствену династију и пуну самосталност у вођењу своје унутрашње политике.
Назив су добили по зеленој боји предизборног летка на коме су била имена кандидата повјереника за избор посланика Подгоричке скупштине. Касније су се сјединили са Црногорском федералистичком странком. Присталице су им били сељаштво, бивши државни чиновници, интелектуалци блиски двору, официри итд. Организатори су Божићне побуне. Сматра се да су зеленаши бројали од 1.500 до 3.000 људи.

## Историја
Политички програм им се темељио на првом прогласу краља Николе од 1. јула и на другом прогласу од 7/20. октобра 1918. године. Прогласима је захтијевана конфедерација и равноправност свих. По етничкој припадности су били и сматрали су се Србима.
И иза којих идеала је овај програм смишљен и како би границе и државно уређење било сазнајемо у сљедећем тексту да не би то била југословенска заједница, већ доминантно српско-конфедерациона држава: 
1. Између Дрине и Неретве, Херцеговина би припала Црној Гори. Имали би потпуну аутономију према познатој жељи њених становника као и награду за вјековно очување балканске слободе. Ако би Словенци и Хрвати прихватили монархију, могу узети за владаоца само члана из једне од аутохтоних балканских династија. Федерација ће имати заједничке спољне послове, финансије, трговину, војску, што је послато Стојану Протићу од краља Николе.[3]
2. У наведеном споразуму Стојана Протића пише: ,,Црној Гори да припадне Херцеговина и Скадар, Србији Босна, Хрватима Хрватска и од свега тога једна федерација... ставља себи у изглед и хрватску круну пошто по његовом рачуну он је једини аутоктони балкански владалац који има право на њу ако Хрвати усвоје његов план... Он ни у овој прилици не заборавља Албанију и њен престо, пошто је кнез Михајлов програм и њу стављао под српску круну...".[4]
3. Потвђује опет прокламација краља Николе 1919. године Црногорцима као и претходне објаве о програму у овом каналу изнијете: ,,Од званичне Србије н њених агената оптуживан сам као противник југословенског јединства. Међутим, ниједан појединац у Српству и Југословенству није више радио па њему од мене, настављајући своје дјело мојих бесмртинх предака. Па, нијесам ја противан њему, али не дам да Црна Гора уће у југословснску заједпнцу оклеветана на начин, који не доликује њеној славној прошлости, њеном достојанству и истим битним интересима. Не, она неће улазнти мучки и лупешки у тај величанствени храм, коме је опа поставила темељ, и на који је она прва развила заставу своју са Душановим бијелим орлом, чије гнијездо бјеше вјековнма само на Ловћену. Она то није заслужила. Сјени славних предака паших, палих за идеју слободе свег нашег народа бунили би се против тога".[5]

Србија би силом прилика морала да задржи своју сувереност и никако не би могло доћи до стварања неке Југославије. Идеја о смјештању Пећке Патријаршије у Пећи је такође била фантастична идеја зато што би и многе друге институције биле смјештене у Метохију и никада се не би могло догодити оно што се касно догодило. Такође врло је важно да би Црна Гора у таквом концепту Србима била резервна држава у касним ратним догађајима у Другом свјетском рату, те би можда у том маневру политике Србије и Црне Горе неки Срби нашли спас као што су налазили у 19. вијеку. 
У вријеме избора повјереника и посланика трпјели су разна омаловажавања, а и долазило је до сукоба (у Никшићу 7. новембра 1918. године). Цетињски зеленаши упућују Протест Подгоричкој скупштини (21. новембар 1918. године). По повратку интернираца видно се појачавају активности зеленаша. У јеку Божићне побуне, упућују Захтјев потписан од стране Крста Поповића, а на руке генерала Венела. У захтјевима се између осталог тражи:
- Ми смо сви сложни да Црна Гора уђе пуноправна са осталијем покрајинама у једну велику Југословенску државу без икаквих унутрашњих политичких граница - облик владавине остављамо да пуноважно ријеши редовно изабрана скупштина свијех Југословена (конституанта) чему ћемо се срдачно покорити.
- Ми тражимо претходно, да један народни суд пронађе кривце за све догађаје, који су бацили љагу на нашему оружју и да тек онда чиста и ведра чела приступимо овој великој Југословенској заједници, којој су наши преци најстарији и највјернији заточници били.
- Тражимо анулирање скупштинске одлуке у Подгорици, и нове слободне изборе за Црну Гору, чији ће изасланици ријешити пуноважно све наше садање домаће спорове и послове, те привремен представљати Црну Гору унутра и изван.

Међу зеленашима је било и заговорника за повратак краља Николе и да Црна Гора поново буде независна.
У затвору Јусовача, прије угушења Божићне побуне било је затворено око 120 зеленашких првака. По пропалој побуни дио зеленаша се прикључује црногорској војсци у Италији, дио влади у егзилу, а дио је отишао у комите.
Након неуспјеха у побуни, Зеленаши су се или предали, или отишли кућама, или подијелили на:
- Комитске групе од по 20 до 30 људи, укупно од 800 до 1.000 бораца, које су постојале до 1924. године, али је најжешће четовање било крајем 1919. и почетком 1920. године.
- Црногорску војску у егзилу, војска у Краљевини Италији под италијанском командом, нешто више од 1.500 људи, за убацивање и терористичке нападе преко Јадранског мора, која је распуштена 1921. године, послије потписивања Рапалског споразума између Краљевине СХС и Краљевине Италије.

У годинама после смиривања побуне присталице зеленаша се окупљају око Црногорске федералистичке странке која на парламентарним изборима 1923, 1925 и 1927 пролази прилично лоше, што указује да ипак нису уживали велико поверење бирачког тела како се то данас тврди у круговима који негирају српство Црне Горе.
Након италијанског запоседања суседне Албаније (1939), међу зеленашима су оживеле замисли о обнови државности Црне горе уз ослонац на Италију. Током Априлског рата, италијанске трупе су извршиле продор из правца Скадра и до 17. априла 1941. године су успеле да окупирају највећи део Црне Горе, укључујући и Цетиње, административни центар Зетске бановине. Део политичких првака из редова зеленаша дочекао је италијанску окупацију као ослобођење. Ради преузимања земаљске управе из руку дотадашњих југословенских власти, група зеленашких првака на челу са Јовом Поповићем и Душаном Вучинићем формирала је Привремени управни одбор који је на Цетињу преузео банску администрацију од дотадашњег бана Блажа Ђукановића. Стављањем у службу италијанског окупатора, отпочела је колаборација зеленашких првака, међу којима се посебно истакао Секула Дрљевић, који се након неуспеха у Црној Гори ставио у службу усташког режима у НДХ.